# Fugglestone St Peter
Fugglestone St Peter – wieś w Anglii, w hrabstwie Wiltshire. Leży 4 km na zachód od miasta Salisbury i 129 km na zachód od Londynu.